# The Brown Bunny
The Brown Bunny is een Amerikaanse onafhankelijke film uit 2003 geschreven, geproduceerd en geregisseerd door Vincent Gallo. De film vertelt het verhaal van een motorcoureur die wordt achtervolgd door herinneringen aan zijn voormalige geliefde. 
De film had zijn wereldpremière in 2003, op het Filmfestival van Cannes. De film oogstte veel media-aandacht vanwege de expliciete en ongesimuleerde  seksuele slotscène tussen Gallo en actrice Chloë Sevigny.

## Rolverdeling
| Acteur          | Personage  |
| --------------- | ---------- |
| Vincent Gallo   | Bud Clay   |
| Chloë Sevigny   | Daisy      |
| Cheryl Tiegs    | Lilly      |
| Anna Vareschi   | Violet     |
| Mary Morasky    | Mrs. Lemon |
| Elizabeth Blake | Rose       |